# Восканян, Вардан Сиреканович
Вардан Восканян (арм. Վարդան Ոսկանյան; род. 1 января 1972, Ереван) — российский и армянский самбист и дзюдоист, чемпион и призёр чемпионатов России по дзюдо, победитель всемирных игр военнослужащих 1995 года по дзюдо, бронзовый призёр чемпионата мира по самбо (за Армению), мастер спорта России международного класса.

## Биография
С 1996 года выступает за команду Армении. Участник летних Олимпийских игр 2000 года в Сиднее. В первой схватке олимпийского турнира проиграл Мареку Матусеку из Словакии и выбыл из дальнейшей борьбы. Оставил большой спорт. С 2012 года президент Федерации дзюдо Армении.

## Спортивные результаты
- Чемпионат СССР по самбо 1990 года — ;
- Чемпионат России по дзюдо 1994 года — ;
- Чемпионат России по дзюдо 1995 года — ;
- Международный Сеульский турнир 1995 года — ;
- Московский международный турнир 1996 года — ;